# 未来

光錐中，水平方向表示空間，豎直方向表示時間；「未來」以未來光錐表示，中點代表觀測者。

光锥中，水平方向表示空间，竖直方向表示时间；“现在”以深色平面表示，中点代表观测者。

未来是过去和现在之后的时间，可以視為描述一個事件經過一段時間後所變化的結果，和过去相对。从时间是线性的角度来说，是时间线上将要发生的那部分，也就是说，在时空上表示尚未发生的事的那部分。
由于时间的存在和物理定律，未来是不可避免的。由于现实的明显性和未来的不可避免性，现在存在和将要存在的一切事物都可以归类为永久的（意味着它将永远存在）或暂时的（意味着它将终结）。在使用线性时间概念的西方文化观点中，未来是预计会发生的投影时间线的一部分。在狭义相对论中，未来被认为是绝对未来，或未来光锥。
在时空哲学中，现在论相信只有现在存在，认为只有当下存在，未来和过去都是不真实的。宗教在处理诸如因果报应、死后生活和研究时间尽头和世界末日会是什么情况的神学时，都会考虑到未来。
先知和占卜师等宗教人物声称能看到未来。未来研究或未来学是假设可能未来的科学、艺术与实践。现代从业者强调替代性和多元未来的重要性，而非单一的巨型未来，以及预测和概率的局限性，而不是创造可能和更好的未来。前定论是一种信仰，认为过去、现在和未来已经被决定了。
未来的概念已在文化产业中得到广泛探索，包括致力于阐明未来概念的艺术运动和流派，例如：20世纪的未来主义运动。

## 在物理学上
在物理学中，时间被认为是第四维。物理学家认为，时空可以被理解为一种因重力等力而弯曲的弹性织物。
在经典物理学中，未来只是时间线的一半，对所有观察者来说都是相同的。在狭义相对论中，时间的流动相对于观察者的参照系是相对的。观察者远离参考物体的速度越快，该物体通过时间移动的速度就越慢。因此，未来不再是一个客观的概念。一个更现代的概念是绝对的未来，或者说是未来光锥。虽然一个人可以在三个空间维度上向前或向后移动，但许多物理学家认为你只能在时间上向前移动。
狭义相对论的一个结果是，一个人可以通过极高的速度旅行到未来（但永远不会回来）。虽然这种影响在一般的情况下可以忽略不计，但极高速度的太空旅行可以大大的改变时间的流动。正如许多科幻故事和电影（例如：《时空线索》）所描绘的那样，一个人即使以接近光速的速度旅行了一小段时间，也会回到未来许多年后的地球。
一些物理学家声称，通过利用虫洞连接两个时空区域，理论上人类可以进行时间旅行。物理学家加来道雄指出，要为这假想的时间机器提供动力并“在时空结构上打一个洞”，需要恒星的能量。另一种理论认为，人类可以利用宇宙之绳进行时间旅行。

## 在哲学上
在时间哲学中，现在主义是一种信念，认为只有当下存在，未来和过去都是不真实的。过去和未来的实体被理解为逻辑构造或虚构。现在主义的相反观点是永恒主义，即相信过去和未来的事物永恒存在。另一种观点（并非许多哲学家持有）有时被称为时间的增长块理论，该理论假设过去和现在存在，但未来不存在。
现在主义与伽利略相对论相容，其中时间独立于空间，但可能亨德里克·洛伦兹、阿尔伯特·爱因斯坦相对论以及许多人认为无可争议的某些其他哲学论点不相容。希波的奥古斯丁提出，现在是过去和未来之间的刀刃，不能包含任何延长的时间。

与希波的奥古斯丁相反，一些哲学家认为意识体验是随着时间而延申的。例如：威廉·詹姆士说时间是“我们对时间的感知是一种连续且不可分割的体验，其中包含了过去、现在和将来。我们对现在的体验实际上是一种由短暂时间段组成的感觉，并且这种体验是动态且不断变化的。”希波的奥古斯丁认为上帝超越时间，存在与永恒的所有时间中。其他早期哲学家是现在论者，包括佛教徒（印度佛教传统）。现代佛教哲学的一位杰出学者是施特尔巴茨基，他撰写了大量关于佛教现在论的文章：
一切过去都是不真实的，一切未来的都不是真实的，一切想象的、不存在的、精神的都是不真实的……最终真实的只有物理效率的当下时刻（即因果关系）。

## 在心理学上
人类的行为被认为包括对未来的预期。预期性的行为可能是由于对未来的心理态度，例如：乐观、悲观和希望。
乐观主义是一种生活态度，即一个人认为世界保持积极的看法。例如：对于一个装满一半水的水杯，杯子是半空还是半满？乐观主义者看到的是半满的水杯，而不是半空着的水杯。它是悲观主义哲学的对立面。乐观主义者通常认为人和事件本质上都是好的，所以大多数情况最终都会向更好的方向发展。希望是一种相信与生活中的事件和环境相关的积极结果的信念。希望意味着一定程度的绝望、渴望、希望、痛苦或坚持（即相信即使有相反的证据，也有可能出现更好或积极的结果）。“充满希望”与乐观主义有些不同，因为希望是一种情绪状态，而乐观主义是通过深思熟虑的思维模式得出的结论，从而产生积极的态度。
如前所述，悲观主义是乐观主义的对立面。他倾向于只看到、预期或强调不好或不理想的结果。该词源于拉丁语，Pessimus（意为最坏）和Malus（意为坏）。
线性时间观（在西方哲学中常见）比印度等文化中更常见的循环时间更能区分过去和未来，在这些文化中，过去和未来更容易融合。

## 在宗教上
宗教在讨论因果报应、死后生活和末世论等问题时，会考虑到未来，末世论考虑是时间的尽头和世界末日会是什么样子的。在宗教中，大先知被认为有能力改变未来。普通宗教人物声称能够预见未来，如小先知和占卜者。
“末世”一词指的是人类（或动物）在肉体死亡后，灵魂、精神或思想继续存在，通常是在精神或鬼魂般的来世。人们通常认为死者会在这个来世中去往特定的区域或存在层面，这通常取决于他们生前的行为。
有些人认为来世包括某种形式的准备，以便灵魂转移到另一个身体（转世）。关于来世的主要观点来自宗教、西方秘契主义和形而上学。有些人对来世的存在持怀疑态度，或者认为来世绝对不可能，例如：唯物主义还原论者，他们认为这个话题是超自然的，因此并不存在或不可知。在形而上学模型中，有神论者通常相信死后会有某种来世。无神论者则通常不相信死后有来世。一些非有神论者（例如：佛教）的成员倾向于相信来世，如转世，但不相信上帝。
不可知论者一般认为，像上帝存在一样，超自然现象（如：灵魂或死后生命）的存在是无法证实的，因此也是不可知的。许多宗教，无论是相信灵魂存在于另一个世界（如：基督教、伊斯兰教和许多异教信仰体系），还是相信轮回（如：印度教和佛教的许多形式），都认为人来世的地位是对其生前行为的奖励或惩罚。但加尔文主义的新基督教除外，他们认为人来世的地位是上帝的恩赐，无法在生前获得。
末世论是神学和哲学的一部分，涉及人类历史的最终事件或人类的最终命运，通常称为世界末日。虽然在神秘主义中，这个短语隐喻地指的是普通现实的终结和与神的重聚，但在许多传统宗教中，它被教导为圣经或民间传说中预言的实际未来事件。更广泛地来说，末世论可能包含相关概念，例如：弥赛亚或弥赛亚时代、末日和世界末日。

## 未来研究
未来学或未来研究是一门科学、艺术和实践，它假设可能、很可能和更理想的未来，以及这些未来背后的世界观和神话。未来研究力求了解哪些事情可能会继续，哪些事情可能会改变，哪些事情是新颖的。

因此，该学科的一部分是寻求对过去和现在的系统和模式的理解，并确定未来事件和趋势发生的可能性。这一过程的一个关键部分是了解个人、组织和政府所决定对未来的潜在影响。领导者利用此类工作的成果来协助决策。
把握未来，否则未来就会把握你。

—— 帕特里克·迪克森，《Futurewise》
未来学是一门跨学科领域，研究昨天和今天的变化，汇总和分析外行和专业人士对未来的策略和观点。它包括分析变化和稳定的来源、模式和原因以及期望发展远见并描绘可能的未来。现代从业者强调替代性和多元未来的重要性，而不是单一的未来，以及预测和概率的局限性，而不是创造可能和更可取的未来。
通常有三个因素将未来研究与其他学科的研究区分开来（尽管所有学科都有不同程度的重叠）。首先，未来研究不仅研究可能的未来，还研究很可能的未来、更可取的未来和“不确定的”未来。其次，未来研究通常试图根据来自一系列不同学科的见解获得整体或系统的观点。第三，未来研究挑战并揭示了主流和相互竞争未来的观点背后的假设。因此，未来不是空洞的，而是充满了隐藏的假设。
未来研究通常不包括预测下一商业周期利率变动的经济学家的工作，也不包括具有短期视野的管理者或投资者的工作。大多数战略规划（为一至三年的优先未来制动运营计划）也不被视为未来。但具有较长时间范围的计划和战略，专门试图预测并应对可能发生的未来事件，是未来研究的一个主要分支学科，称为战略远见。
未来学领域也排除了那些通过所谓的超自然手段预测未来的人。同时，它确实试图了解这些群体使用的模型以及他们对这些模型的解释。

### 预测
预测是在不受控制的情况下估计结果的过程。预测应用于许多领域，例如：天气预报、地震预测、交通规划和劳动力市场规划。由于存在未知因素，风险和不确定性是预测的核心。
基于统计的预测采用具有横截面或纵向数据的时间序列。计量经济学预测方法假设可以识别可能影响被预测变量的潜在因素。如果了解了原因，就可以对影响变量进行预测并将其用于预测。判断预测方法结合了直觉判断、意见和概率估计，例如：德尔菲法、情景构建和模拟。
预测与预报类似，但使用范围更广，例如：还包括对未来的毫无根据的断言。有组织的预测未来的努力始于占星术、占卜和占卜术等实践。这些在今天都被认为是伪科学，源于人类想要提前知道未来的愿望。
诸如未来研究之类的现代研究试图预测技术和社会趋势，而诸如天气预报之类的更古老的实践则受益于科学和因果模型。尽管人们开发了用于理解未来的认知工具，但许多自然和社会过程的随机性和混沌性使得对未来精确预测变得难以捉摸。

## 在艺术和文化领域

### 未来主义
未来主义作为一种艺术运动，起源于 20 世纪初的意大利。它主要在意大利和俄罗斯发展，尽管在其他国家也有追随者，例如：英国和葡萄牙。未来主义者探索了每一种艺术媒介，包括绘画、雕塑、诗歌、戏剧、音乐、建筑甚至美食。未来主义者对过去的思想，尤其是政治和艺术传统，怀有强烈的厌恶之情。他们还崇尚速度、技术和暴力。未来主义者将对过去的热爱称为过时主义。汽车、飞机和工业城镇对未来主义者来说都是传奇，因为它们代表了人类对自然的技术胜利。 1909 年的未来主义宣言宣称：“我们将美化战争，世界上唯一的卫生手段——军国主义、爱国主义、自由带来者的破坏性姿态、值得为之献出生命的美丽思想以及对女性的蔑视。”尽管它的许多特点和一些思想都归功于激进的政治运动，但直到 1913 年秋天，它才开始涉足政治。
古典音乐中的未来主义也兴起于同一时期。与意大利未来主义运动密切相关的是兄弟作曲家路易吉·鲁索洛（1885-1947 年）和安东尼奥·鲁索洛（1877-1942 年），他们使用了被称为 intonarumori 的乐器——本质上是用于用噪音创作音乐的音箱。路易吉·鲁索洛的未来主义宣言《噪音的艺术》被认为是 20 世纪音乐美学中最重要和最具影响力的文本之一。其他未来主义音乐的例子包括阿蒂尔·奥涅格的《太平洋231》（1923年），模仿蒸汽机车的声音，谢尔盖·普罗科菲耶夫的《钢铁台阶》（1927年），亚历山大·莫索洛夫的《铸铁厂》，以及埃德加·瓦雷兹的实验。
未来主义文学始于菲利波·托马索·马里内蒂的《未来主义宣言》（1909年）。未来主义诗歌使用意想不到的图像组合和超简洁性（不要与诗歌的实际长度混淆）。未来主义戏剧作品的场景只有几句话较长，使用无意义的幽默，并试图通过戏仿来贬低根深蒂固的戏剧传统。小说等较长的文学形式在未来主义美学中没有立足之地，因为未来主义美学痴迷于速度和压缩。
未来主义扩展到其他艺术领域，最终涵盖了绘画、雕塑、陶瓷、平面设计、工业设计、室内设计、剧院设计、纺织品、戏剧、文学、音乐和建筑。在建筑方面，它通过使用先进的建筑材料，明显地向理性主义和现代主义靠拢。未来主义的理性仍然是现代西方文化的重要组成部分；对青春、速度、力量和技术的强调在许多现代商业电影和商业文化中得到了体现。未来主义引起了一些反响，包括20世纪80年代的赛博朋克文学流派——它经常以批判的眼光看待技术。

### 科学幻想
人们可以将科幻小说视为一种广泛的小说类型，它通常涉及基于当前或未来科学或技术的推测。科幻小说出现在书籍、艺术、电视、电影、游戏、戏剧和其他媒体中。科幻小说与奇幻文學的不同之处在于，在故事的背景下，它的虚构元素在科学确立或科学假设的自然法则中在很大程度上是可能的（尽管故事中的一些元素可能仍然是纯粹的想象推测）。背景可能包括未来或替代时间线，故事可能描述新的或推测性的科学原理（例如：时间旅行或异能），或新技术（例如：纳米技术、超光速旅行或机器人）。探索这些差异的后果是科幻小说的传统目的，使其成为一种“思想文学”。
有些科幻小说作者构建了一段假定的未来历史，称为“未来史”，为他们的小说提供了共同的背景。有时作者会发布他们所写历史事件的时间表，而有时读者可以根据书中的信息重建故事的顺序。有些已出版的作品构成了更字面意义上的“未来史”——即以历史书的风格写成故事或整本书，但描述的是未来的事件。例如：H·G·威尔斯的《未来之形》（1933年），以2106年出版的历史书的形式写成，并以真实历史书的方式写成，其中有大量脚注和对20世纪和21世纪著名历史学家（大多是虚构的）作品的引用。

## 参看
- 未来学